# أولاد الجيران
أولاد الجيران (بالإنجليزية: Codename: Kids Next Door)‏ مسلسل رسوم متحركة أمريكي من تأليف توم واربورتن لكرتون نتورك يتحدث عن خمسة أطفال يبلغون من العمر عشرة أعوام والذين يكرسون جهودهم لمحاربة المواقف الحرجة المألوفة للأطفال في أي مكان – ليخلصوا العالم من جميع الكبار الطغاة والمتدخلين الذين يعترضون الطريق في قضاء وقت طيب.
في محاولة لاخفاء هوياتهم من تدخل والدان (ولجعلهم يشعرون بأنهم متميزبن نوعا ما) فأن العصابة يطلقون على أنفسهم أرقام كودية، على الرغم من أنهم يقضون معظم وقتهم معاً في المقر السري للغاية وهو بيت الشجرة.
وبمقاتلتهم من أجل أن يكون لديهم القدرة على التحكم بمصيرهم، أن أطفال كوكي يريدون أن يكون لديهم الحق في السهر وأكل كافة الحلوى الذين يريدون أن يلقوا بها بأفواههم، ويكادون أن يقتلوا أنفسهم بمخططاتهم العقلية !

## منظمة أولاد الجيران
هي منظمة كبيرة جداً "KND Organization" تظم الصغار بين الـ 9 والـ 13 سنة. لها العديد من المقرات في مختلف أنحاء العالم ولها مقر في القمر. هدق المنظمة القضاء على غطرسة الكبارة وتسلطهم على الأطفال، عن طريق صناعة الأسلحة والألات والمركبات الطائرة والسيارة من الأدوات البسيطة التي لا يحتاج لها أحد.و شعرهم هو ايت تاووكت vamo vamo لتسل نحويو مو

## التكنولوجيا
تكنولوجيا أولاد الجيران متطورة جداً قامو بصنعها عن طريق استخدام الأشياء التي لا يحتاج لها الكبار ويرمون بها، وهي معروفة بتكنلوجيا 2×4. فهم يستعملون صف واسع من المكائن الألكترونية والألات المتطورة، وتقنيات الصور المجسمة. كما تمتاز اسلحتهم بدقة التركيب والدقة في اصابة الهدف.

## الشخصيات
- رقم 1

إن إنضممت إلى مجموعة أولاد الجيران ستجد ضمن قوانين الانتساب أنه يجب عليك اعتبار رقم 1 هو الرئيس ! كما عليك اعتباره خبير التكتيك
اسمه الحقيقي: نايجل أونو
مؤدي الصوت: بنجامين ديسكين
المدبلج العربي: داني بستاني
- رقم 2

هو المبدع للمركبات والأسلحة الطائرة المتطورة التابعة لأولاد الجيران. إنه أكول وأحيانًا يستثار إلى درجة تنسيه أن يتنفس.
اسمه الحقيقي: هووجي ب جيليجان
مؤدي الصوت: بنجامين ديسكين
المدبلج العربي: عبدو حكيم
- رقم 3

هي فتاة جذابة يحالفها حظًا سعيدًا وتنوي فعل أي شيء من أجل مساعدة قضية الطفل...كلما استطاعت أن تذكر ماذا تعنى هذه القضية!. من يعلم. هي تهتم فقط بأولاد الجيران ودمى قردة قوس قزح Rainbow Monkeys
اسمها الحقيقي: كوكي سانبان
مؤدية الصوت: لورين توم
المدبلجة العربية: ألين سعادة
- رقم 4

هو صبي ثائر ومندفع. يستعيض عن قِصر قامته بتصرفاته الصارمة. فهو أول من يتسرع في الحكم على الأمور والأول دائمًا في إفسادها وهو مغرم بي الرقم 3 رغم سدجتها وحماقتها. وهو المخترع الخاص بالفريق.
اسمه الحقيقي: والابي بيتلز
مؤدي الصوت: دي باكير
المدبلج العربي: حسان حمدان
```
رقم 5
```

فليؤخذ بعين الاعتبار أن رقم 5 جريئة بعض الشيء. من يعلم؟!. فإن رقم 5 لا تتحدث إلا عندما يكون لديها شيء هام تود أن تذكره. هذه الجاسوسة المخضرمة هي العضو الوحيد إلى جانب رقم 1 الذي يتمتع بمعالم الفطرة السليمة.
اسمها الحقيقي: أبيجيل لينكون أو أبي لينكون
مؤدية الصوت: كري سامور
المدبلجة العربية: إيمان بيطار
- الرقم 274

هو أفضل عضو على الأطلاق في منظمة أولاد الجيران. على الأقل حتى بلغ ال 13 في الموسم الثاني وأصبح مراهقاًو أنظم إلى منظمة المراهقين.
اسمه الحقيقي: تشاد ديكسون
مؤدي الصوت: جاسون هيرس
- الرقم 362

فتاة شقراء الشعر عادة ما تكون غاضبة. هي الرئيس الأعلى لمنظمة أولاد الجيران. أخذت دور رئيسي مع بداية الموسم الثاني. أتظح في الموسم الثالث أنها أخذت دور الرئيس الأعلى بعد الرقم 274
اسمها الحقيقي: مارتشيل ماكنزي
مؤدي الصوت راتشيل ماكفارني
المدبلجة العربية: رالين داغر (في المسلسل)، زينة ضاهر (في الفيلم)
- الأولاد السعداء

ربما تخاف منهم فهم أشرس مجموعة شريرة يديرها 5 أطفال بالغين تقريبا. يتحدثون بصوت واحد ويتحركون حركة واحدة كأنهم أجزاء من جسد واحد. يحبون التقرب من الكبار وتلبية طلباتهم. وهم ألد أعداء أولاد الجيران الخمسة.
مؤدين الأصوات: بينجامين ديسكن وديي برادلي باركر وكيري سامر
- الوالد

هو أكبر عقول الكبار شراً يسعى إلى تدمير منظمة أولاد الجيران ويملك قوى خارقة حولتة إلى مخلوق ناري ينفث النار ويخرج النار من كل جسدة. وهو عم الرقم 1 كما عرف في الحلقة الثالثة من الموسم السادس «العملية صفر».
اسمة الحقيقي: بنديكت أونو
مؤدي الصوت: مورك ليمارتش
- الزعيم

أو مستر بوس هو زعيم منظمة الكبار وهو الرأس المدبر وراء جميع خطط الكبار في تدمير منظمة أولاد الجيران. كما انة والد الرقم 86 والرقم 85 رغم حبة لأولادة هو يكرة أولاد الجيران.
مؤدي الصوت: جيف بينت
- تولينيتور

أو رجل المراحيض أو أحد الكبار الذين يسعون لدمير منظمة أولاد الجيران. لكنة أسذج شخصية في المسلسل وأغباها على الأطلاق. يحلم بالقبض على أولاد الجيران حتى يثبت نفسة بين الكبار.
اسمة الحقيقي: لوو بوتينجسورث الثالث
مؤدي الصوت: برادلي باكير
- ستيكي بيرد

أو قرصان الحلوى أحد أعداء أولاد الجيران يسعى إلى أخذ كل الحلوى من ايدي الصغار وأكلها هو وطاقمة. يملك سفينة مصنوعة من الخشب والحلوى يمكنها السير على الأرض.
مؤدي الصوت: مارك هاميل
- الرقم 0

هو والد الرقم 1 وأبن «الجد» وهو الأخ الأكبر للوالد، هو عميل سابق في أولاد الجيران وكان في عصرة أفضل عميل لدى أولاد الجيران وهو مكتشف الأدوات الحديثة في المنظمة.
اسمه الحقيقي: مونتي اونو
مؤدي الصوت: فرانك ويلكر
المدبلج العربي: شربل أيوب

## الأفلام
لمسلسل أولاد الجيران فيلمين لا غير. أول فيلم هو بين احداث الحلقة الثانية والثالثة من الموسم السادس وتم عرضة في شهر أغسطس من سنة 2010 على القناة الأنجليزية وفي 20 من أغسطس 2012 على القناة العربية. الفيلم الثانية بعنوان عملية المقابلة وتمثل أخر حلقة من الموسم السادس عرض في أكتوبر 2010 على القناة الأنجليزية وعرض على القناة العربية.

## ألعاب الفيديو
حصل المسلسل على لعبتي فيديو أولهما في 2004 بعنوان Operation: S.O.D.A. على الجايم بوي. والثانيهما في 2005 [[Codename: Kids Next Door – Operation: V.I.D.E.O.G.A.M.E. على بلايستيشن 2 وأكس بوكس.

## وصلات خارجية
- أولاد الجيران على موقع IMDb (الإنجليزية)
- أولاد الجيران على موقع ميتاكريتيك (الإنجليزية)
- أولاد الجيران على موقع ميوزك برينز (الإنجليزية)
- أولاد الجيران على موقع كينوبويسك (الروسية)
- أولاد الجيران على موقع ألو سيني (الفرنسية)
- أولاد الجيران على موقع قاعدة بيانات الفيلم (الإنجليزية)

- الموقع الرسمي من 2004 إلى 2009
- موقع أولاد الجيران العالمي